# 童寺镇
童寺镇，是中华人民共和国四川省自贡市富顺县下辖的一个乡镇级行政单位。2019年9月撤销宝庆乡，将其所属行政区域划归童寺镇管辖，童寺镇人民政府驻童赵路28号。

## 行政区划
童寺镇下辖以下地区：
童家寺社区、芝溪社区、栗寨村、老寨村、邓湾村、石坝村、周河村、红财村、凰凤村、东禅村、墨香村、槽沟村、西湖村和民政村。